# Hauba
Hauba ist ein osttimoresischer Ort im Suco Maliubu (Verwaltungsamt Bobonaro, Gemeinde Bobonaro). Das Zentrum des Dorfs liegt auf der Grenze zwischen den Aldeias Hatu-Udu und Nunupa und reicht entlang der Überlandstraße von Maliana nach Atsabe bis in den Süden von Hatu-Udu, wo es in den Ort Hatu-Udu übergeht. Hauba befindet sich auf einer Meereshöhe von 872 m.

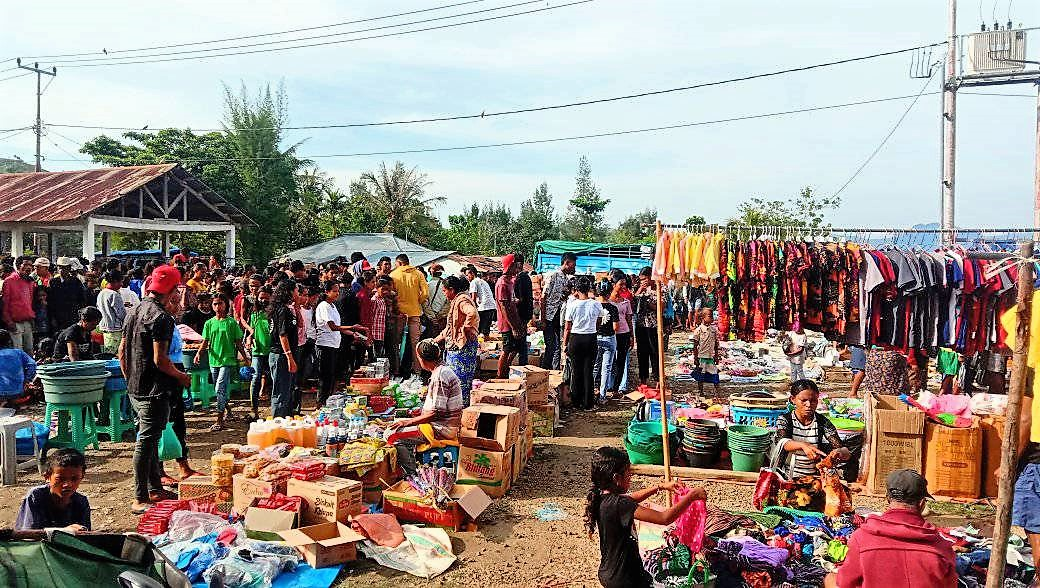
Markt von Hauba

In Hauba befinden sich der Sitz des Sucos Maliubu und eine Marienkirche. Von der Kirche aus findet entlang der Überlandstraße ein Markt statt. Die katholische Sekundarschule (Eskola Sekundaria Katolika Hauba) wurde 2014 eingeweiht.